# (13560) La Pérouse
(13560) La Pérouse ist ein Asteroid des Hauptgürtels, der am 2. September 1992 vom belgischen Astronomen Eric Walter Elst am La-Silla-Observatorium (Sternwarten-Code 809) der Europäischen Südsternwarte in Chile entdeckt wurde.
Der Asteroid wurde am 19. September 2005 nach dem französischen Seefahrer, Weltumsegler und Geographen Jean-François de La Pérouse (1741–1788) benannt, der von 1785 bis 1788 weite Teile des Pazifiks und seiner ostasiatischen Nebenmeere erforschte.
Der Himmelskörper gehört zur Eos-Familie, einer Gruppe von Asteroiden, welche typischerweise große Halbachsen von 2,95 bis 3,1 AE aufweisen, nach innen begrenzt von der Kirkwoodlücke der 7:3-Resonanz mit Jupiter, sowie Bahnneigungen zwischen 8° und 12°. Die Gruppe ist nach dem Asteroiden (221) Eos benannt. Es wird vermutet, dass die Familie vor mehr als einer Milliarde Jahren durch eine Kollision entstanden ist.